# Tesejerague
Tesejerague es una localidad española del municipio de Tuineje, situado en la isla de Fuerteventura, perteneciente a la provincia de Las Palmas, en la comunidad autónoma de Canarias.

## Toponimia
El nombre del lugar puede encontrarse escrito con las grafías Tesejerague y Tesejeraque.

## Historia
Hacia mediados del siglo XIX, el lugar era referido como un pago dependiente por entonces del municipio de Pájara. Aparece descrito en el decimocuarto volumen del Diccionario geográfico-estadístico-histórico de España y sus posesiones de Ultramar de Pascual Madoz con las siguientes palabras:

TESEJERAQUE: pago dependiente del ayunt. y parr. de Pájara, en la isla de Fuerteventura, prov. de Canarias, part. jud. de Teguise. sit. en una llanura caliza de muy poca profundidad: su vega es fértil en años lluviosos, y produce buen trigo, cebada y barrilla, únicas especies que se cultivan. En su costas se cria mucho ganado cabrio y camellar. Las labores del campo son escasas por falta de bueyes, como en toda la isla, y se hacen con asnos y camellos, resultando del uso de esta última especie, un cultivo imperfecto en todas partes. Tiene este cas. algunos pozos, cuyas aguas no se aprovechan para beneficiar las tierras. Cultivan la cochinilla, pero si se dedicasen al plantio de las taneras, como debian, por ser su terr. muy á propósito para ello, no esperimentarian las frecuentes miserias que les obliga á dejar sus labores y casas, para ir á buscar trabajo á las islas vecinas. Todos los naturales de esta isla tienen la preocupacion de sacrificarlo todo á la cria del ganado cabrio, por cuya causa pierden muchas veces sus cosechas. Hay en este pago una ermita en que se dice misa todos los dias festivos á costa de sus vec.; y un telar particular para el trabajo y uso de las familias.
(Madoz, 1849, p. 751)

En la actualidad, pertenece al municipio de Tuineje. En 2023, la entidad singular de población tenía empadronados 1508 habitantes y el núcleo de población, 169.